# Psychoneuroimmunologia
Psychoneuroimmunologia – nauka o interakcjach między psychiką a układami nerwowym i immunologicznym. W sferze jej głównych zainteresowań leży powiązanie stresu z chorobami (jego wpływ na ich wywoływanie czy zaostrzanie przebiegu).